# Torometopa elephantensis
Torometopa elephantensis is een vlokreeftensoort uit de familie van de Stenothoidae. De wetenschappelijke naam van de soort is voor het eerst geldig gepubliceerd in 1992 door Andres & Rauschert.